# Бірменсдорф (Цюрих)
Бірменсдорф (нім. Birmensdorf) — громада  в Швейцарії в кантоні Цюрих, округ Дітікон.

## Географія
Громада розташована на відстані близько 90 км на північний схід від Берна, 9 км на захід від Цюриха.
Бірменсдорф має площу 11,4 км², з яких на 24,6% дозволяється будівництво (житлове та будівництво доріг), 36,9% використовуються в сільськогосподарських цілях, 37,3% зайнято лісами, 1,2% не є продуктивними (річки, льодовики або гори).

## Демографія
2019 року в громаді мешкало 6724 особи (+14,3% порівняно з 2010 роком), іноземців було 24,9%. Густота населення становила 589 осіб/км².
За віковим діапазоном населення розподілялося таким чином: 20,9% — особи молодші 20 років, 60% — особи у віці 20—64 років, 19,2% — особи у віці 65 років та старші. Було 2977 помешкань (у середньому 2,2 особи в помешканні).
Із загальної кількості 2598 працюючих 49 було зайнятих в первинному секторі, 462 — в обробній промисловості, 2087 — в галузі послуг.